# Ahmad at-Tíbí
Ahmad at Tíbí, hebrejsky אחמד טיבי‎, arabsky أحمد الطيبي‎ (narozen 19. prosince 1958 Tajbe), je izraelský politik arabské národnosti a poslanec Knesetu za alianci Ra'am-Ta'al a předseda strany Ta'al.

## Biografie
Bydlí v Tajbe. Je ženatý, má dvě děti. Vystudoval medicínu na Hebrejské univerzitě. Hovoří hebrejsky, arabsky a anglicky.

## Politická dráha
Do Knesetu nastoupil po volbách roku 1999, ve kterých tehdy kandidoval za stranu Balad. Ve funkčním období 1999–2003 v parlamentu působil ve výboru pro ekonomické záležitosti, výboru pro drogy, výboru pro vnitřní záležitosti a životní prostředí a ve vyšetřovacích komisích pro obchod se ženami a pro násilí ve sportu. Ve volbách roku 2003 mandát obhájil, tentokrát kandidoval za stranu Ta'al, respektive za společnou kandidátní listinu stran Chadaš a Ta'al. V letech 2003–2006 v Knesetu zastával post člena výboru pro jmenování islámských soudců, výboru pro ústavu, právo a spravedlnost, petičního výboru, výboru House Committee, výboru pro ekonomické záležitosti, výboru pro status žen, výboru pro televizi a rozhlas a byl členem vyšetřovacích komisích pro obchod se ženami a pro násilí ve sportu.
Ve volbách roku 2006 byl zvolen za stranu Ra'am-Ta'al. V následujícím funkčním období se stal místopředsedou Knesetu. Pracoval jako člen výboru finančního a výboru House Committee. Byl členem vyšetřovací komise pro integraci arabských zaměstnanců do veřejného sektoru. Ve volbách roku 2009 mandát obhájil, opět za kandidátní listinu Ra'am-Ta'al. Zachoval si funkci místopředsedy Knesetu. Je členem výboru House Committee a výboru finančního. Zasedá ve vyšetřovací komisi pro integraci arabských zaměstnanců do veřejného sektoru. Je předsedou podvýboru pro arabský sektor. Ve volbách v roce 2013 svůj mandát obhájil. Mandát obhájil rovněž ve volbách v roce 2015, nyní za alianci arabských menšinových stran Sjednocená kandidátka.